# Anthropogenic
Anthropogenic (dt.: „menschengemacht“) ist das fünfte Musikalbum der deutschen Death-Metal-Band Epicedium. Das Konzeptalbum der Frankfurter Gruppe handelt von psychopathischen Serienmördern und wurde 2012 von Rising Nemesis Records sowie Sevared Records veröffentlicht.

## Entstehung
2009 löste Thomas Karl den langjährigen Epicedium-Frontmann Sascha Henschel ab. Zuvor hatte Robert Marouschek den erkrankten Schlagzeuger Fabian Fuss ersetzt. Thomas Karl und Robert Marouschek hatten beide zuvor bei der Death-Metal-Gruppe Samax musiziert. Die neuen Musiker setzten neue Akzente durch zusätzliche Einflüsse wie Nile und Vader (Marouschek) oder Aborted und Cattle Decapitation (Karl).
Auch die beiden verbliebenen Gründungsmitglieder Thomas Köstler und Bruno Galletta experimentierten mit den unterschiedlichsten Stilen. Thomas Köstler spielt parallel Bass bei Conjuring sowie Schottischen Dudelsack in der Gruppe Fat Lazy Dogs. Bruno Galletta wiederum wirkte über all die Jahre genreübergreifend als Musiker und Produzent an weiteren Projekten mit. Neue Inspiration gewann er durch zeitgenössische Death-Metal-Vertreter wie Fleshgod Apocalypse, Obscura, und Beyond Creation.

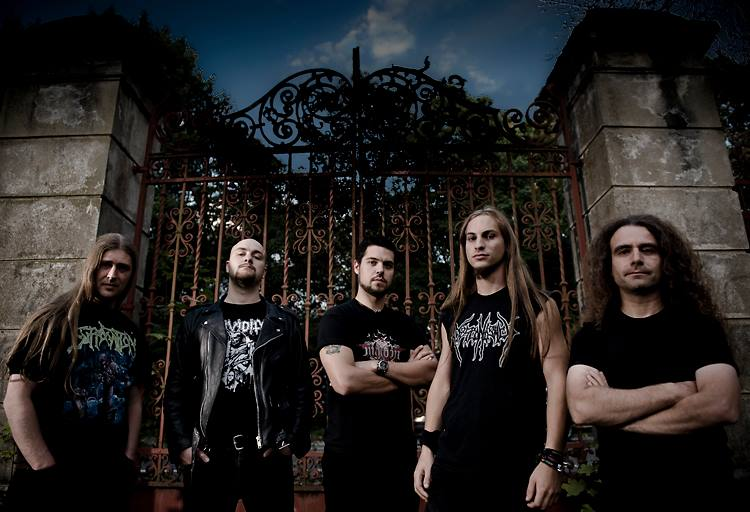
Epicedium-Besetzung ab 2009, v. l. n. r.: Thomas Köstler, Thomas Karl, Daniel D’Arcy, Robert Marouschek und Bruno Galletta

Thomas Karl am Mikrofon ermöglichte abwechslungsreicher klingende Kompositionen. Die in diesem Transformationsprozess entstandenen Lieder testete die Gruppe zunächst bei Konzerten mit Macabre, Japanische Kampfhörspiele, Devourment und Cannabis Corpse. Vor ihrem bis dato größten Publikum trat Epicedium beim Eisenwahnfestival auf, vor Grave, Illdisposed und Headliner Destruction.
Die neuen Songs handelten von psychopathischen Serienmördern wie Gary Ridgway („Green River Killer“), Albert Fish („Sadomasochistic Perversity“) oder etwa Amokläufer Walter Seifert („Volkoven In Fire“). In diesem thematischen Rahmen entstand das Konzeptalbum Anthropogenic (dt.: „menschengemacht“), das abwechslungsreichste Werk der bisherigen Bandgeschichte, in dem Epicedium die Grenzen des Death Metals ausloten mit einer Mischung aus genretypischer Brachialität mit melodischen und/oder sphärischen Breaks, beispielsweise in Fadeouts und Übergängen einiger Stücke, die wiederum ergänzt werden durch Einspieler aus Horrorfilmen oder Originaltonaufnahmen der in den Songs beschriebenen Tätern sowie Dokumentarfilmen über diese.
Im CD-Booklet sind Fotos der Täter und Kurzbeschreibungen ihrer Taten abgedruckt. Für das Stück Chainsaw Ripper, ein Lied über Joel Rifkin, drehte Epicedium erstmals ein Musikvideo.

## Titelliste
1. Green River Killer – 5:13 (über Gary Ridgway)
2. Sadomasochistic Perversity – 5:50 (über Albert Fish)
3. Compulsive Act – 6:37 (über Edmund Kemper)
4. Volkoven In Fire – 3:33 (über Walter Seifert)
5. Delicious Brain Surgery – 4:46 (über Robert John Maudsley)
6. Consumed – 6:04 (über Nikolai Schumaghalijew)
7. Butchered, Bled & Eaten – 4:46 (über Karl Denke)
8. Chainsaw Ripper – 5:35 (über Joel Rifkin)

## Kritiken
Das Magazin Rock Hard vergab acht von zehn möglichen Punkten. Andreas Stappert schrieb von „Old-School-Todesblei mit technischer Note“, die Songs seien „auf durchgängig hohem Niveau“ und „zerschmettern den Hörer mit enormer Wucht, nur um im nächsten Moment mit einer völlig unerwarteten melodischen Einlage zu überraschen.“ Das Lady Metal Webzine attestierte „ein technisch sehr ausgereiftes und raffiniertes Album“. Powermetal.de bemerkte, das Besondere an Epicedium seien „die ausgezeichneten Kompositionen, in denen zum Teil sogar melodische Passagen wunderbar mit rabiaten Gebolze verbunden werden“.
Das Portal Hotel 666 befand: „Besonders erwähnenswert ist das veritable Gespür für gutes Songwriting, mit dem Epicedium Riffs zaubern, die nicht nur zum reinen Selbstzweck die Songs stumpf nach vorne treiben, sondern richtige Klasse haben und aufhorchen lassen.“ Der Grund für den hohen Wiedererkennungswert seien „hochmelodische Leads, markante Soli und des Genres Tellerrand überblickende Instrumentalpassagen, die zusammen mit den geschickt gesetzten und sehr tight vorgetragenen Tempovariationen jeden Song für sich allein bestehen lassen“.